# Plesiochactas vasquezi
Espèce
Plesiochactas vasquezi est une espèce de scorpions de la famille des Euscorpiidae.

## Distribution
Cette espèce est endémique du département d'Izabal au Guatemala. Elle se rencontre sur le Cerro San Gil.

## Description
La femelle holotype mesure 40,0 mm.

## Étymologie
Cette espèce est nommée en l'honneur de Carlos Roberto Vásquez-Almazán.

## Publication originale
- Trujillo & Armas, 2012 : Nueva Especie de Plesiochactas Pocock, 1900 (Scorpiones: Euscorpiidae) de Guatemala. Boletín de la Sociedad Entomológica Aragonesa, no 50, p. 263-266 (texte intégral).